# Бен Невис
Бен Невис (на английски: Ben Nevis; на шотландски келтски: Beinn Nibheis) е най-високата планина на Британските острови.
Разположена е в Грампианските планини (област Хайланд, Шотландия). Височината ѝ е 1343 m. Бен Невис е сред 284-те върхове „Мунро“ (термин в Шотландия за планина, по-висока от 3000 фута (914,4 m)).
Близо до планината се намира град Форт Уилям – комуникационен и важен търговски и туристически възел. През 17 век тук е построено укрепление, което десетилетия наред остава единственият бастион на цивилизацията в този планински край. Бен Невис е притегателното туристическо ядро на областта. Изкачването до върха не е проблем за екипирани и запознати с района алпинисти. Всяка година през септември се организира надпревара до върха и обратно.